# Arboga möte (1536)
Denna artikel handlar om det möte som hölls 1536. För det tidigare mötet i Arboga, se Arboga möte (1435).
På Arboga möte år 1536 diskuterades bland annat det svenska försvaret:
"Vilke gode karlar, ädle eller oädle, sig själva upprusta ville med en häst, 3, 4 eller flera och därtill förskaffa gode karlar och harnesk med allt tillbehör, desamma skulle årligen bekomma på var häst och rustning 30 marker örtugar och 6 alnar engelsk eller penningar därför, desslikes fritt borgläger och fodring hela året igenom eftersom sedvana plägar vara här i landet."
I boken Svenska armén genom tiderna framhåller överstelöjtnant Erik Zeeh tolkningen av dessa rader som att Sverige var först i världen med en stående nationell här.
Genom försvarsbesluten på Arboga möte 1536 och Västerås riksdag 1544 lade Gustaf Vasa grunden till organisationen av det nationella rytteriet och fotfolket, indelat i fanor och fänikor.